# Stazione di Pavia Porta Garibaldi

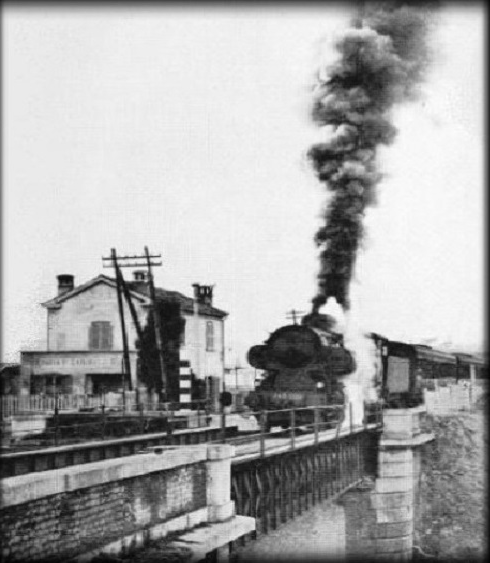
Locomotiva In Transito alla Stazione

La stazione di Pavia Porta Garibaldi è una fermata ferroviaria posta sulla ferrovia Pavia-Cremona; situata in viale Sardegna a Pavia, serve in particolare il centro cittadino e il quartiere di Santa Teresa. Consta di un marciapiede a servizio dell'unico binario presente, una pensilina d'attesa con alcuni sedili e un sistema di annuncio vocale dei treni in arrivo.

## Storia
La stazione fu aperta nel 1892. La struttura era provvista di una piccola sala d'attesa per i viaggiatori e di un ufficio con biglietteria, oltre che di un appartamento per il personale. Fino al 1993 era presente un casellante, che eseguiva manualmente l'apertura e chiusura dei cancelli del passaggio a livello di viale Sardegna. In seguito alla nuova automazione dell'intera linea, il passaggio a livello ha subito la stessa sorte e la fermata è diventata impresenziata. Sul finire degli anni '90, poi, a causa di problemi di natura statica del fabbricato, contenente la biglietteria e la sala d'aspetto, lo stabile è stato demolito e l'area venduta all'Associazione nazionale marinai d'Italia, che vi ha posto un piccolo prefabbricato di metallo a proprio uso.
La stazione venne gestita dagli anni '50 agli anni '70 dalla famiglia Bravi, inizialmente come gestori autonomi e in seguito come dipendenti delle Ferrovie dello Stato, che quegli anni vinsero diversi premi per il decoro della stazione.
Proprio accanto alla stazione scorre il Naviglio Pavese, che viene attraversato dalla ferrovia con un ponte metallico.

## Movimento

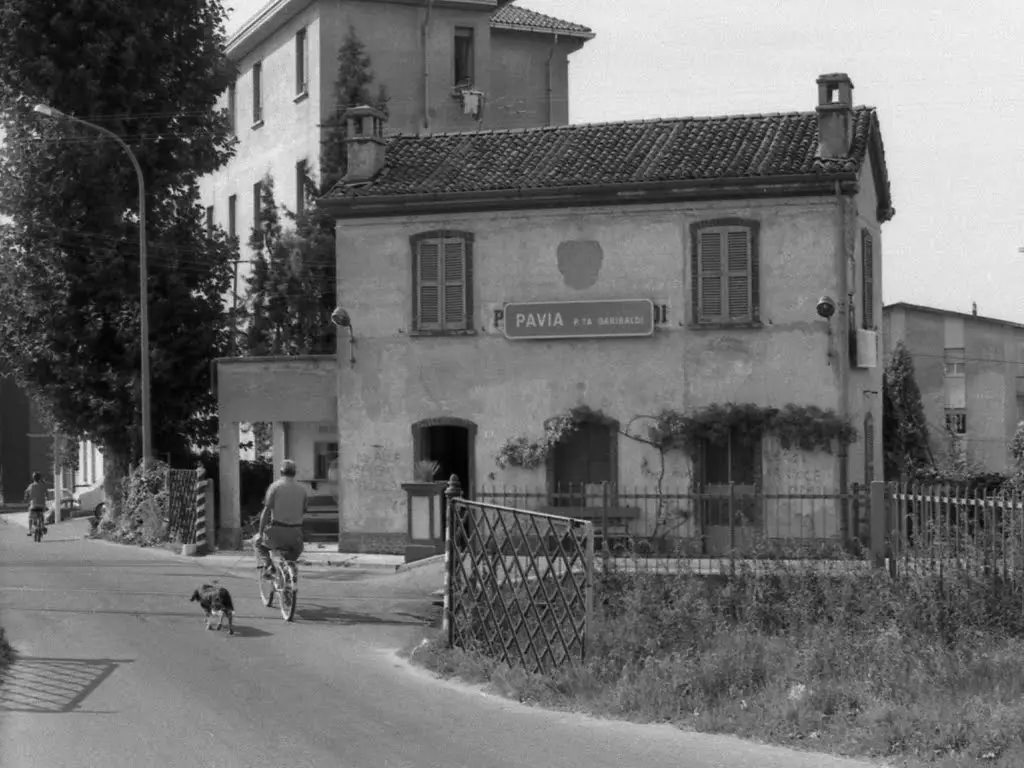
La stazione negli anni '80

Il servizio passeggeri è svolto dai treni regionali di Trenord sulla relazione Pavia-Codogno, a frequenza oraria, con alcune coppie di corse prolungate su Cremona; rimasti per anni appannaggio esclusivo delle automotrici ALn 668, oggi tutti i collegamenti vengono svolti con autotreni ATR 125 oppure ATR 803.